# Plate-forme gravitaire
Une plate-forme gravitaire est une plate-forme pétrolière utilisant son poids propre pour se maintenir en place et résister aux efforts hydrodynamiques.
Ces ouvrages sont souvent en béton, on parle alors de SGB (structure gravitaire en béton) ou GBS (gravity based structure) ; on parle également de SGS (steel gravity structure) pour celles réalisées en acier.

## Histoire
En 1950 est installée la première plate-forme pétrolière utilisant une structure en béton dans le Golfe du Mexique par l'entreprise McDermott. Il ne s'agit pas encore de structure gravitaire.

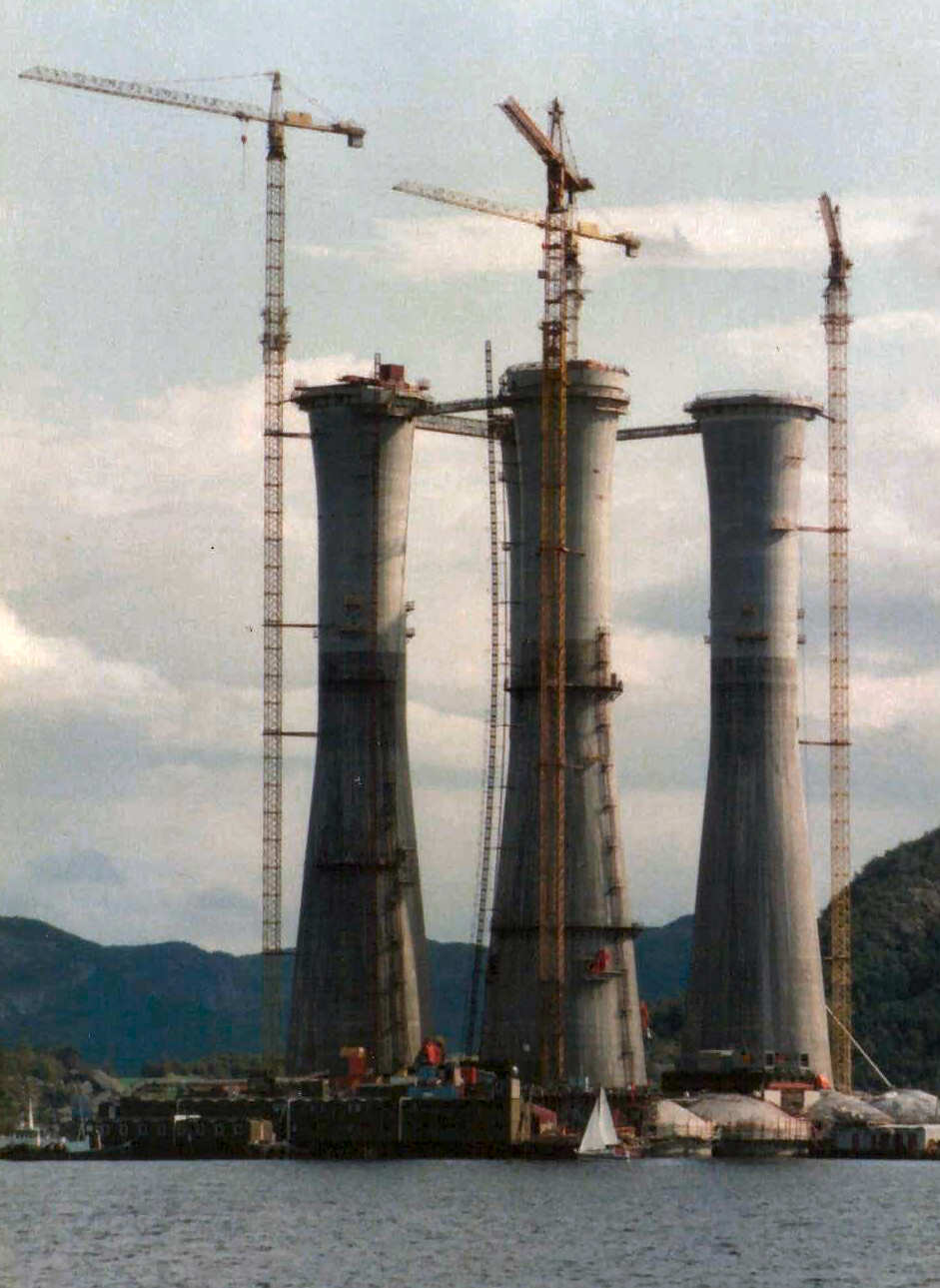
Plateforme Troll A de type "Condeep". On remarque le caisson en bas de l'image ainsi que les immenses colonnes en construction

À la fin des années 1960, les sociétés pétrolières s'intéressent aux importants gisements sous-marin de la mer du Nord et les bureaux d'études proposent alors un nouveau concept : les plateformes pétrolières en mer gravitaires en béton armé.
La première plateforme de ce type a été conçue par C G Doris pour le compte de Phillips Petroleum et mise en place en 1973 sur le champ Ekofisk au large de la Norvège.
Dans les années 1970, la société norvégienne Olav Olsen inventa un nouveau type de structure appelée : "Condeep" (abréviation de Concrete Deepwater Structure (structure en eau profonde en béton.

## Conception
La conception de la plupart de ces plateformes est identique : un énorme caisson en béton à la base de la structure (généralement pour le stockage du pétrole avant remport par tanker) et des colonnes sortant de l'eau pour soutenir le "top-side".
Le caisson de stockage, peut servir de flotteur pour remorquer la structure de son site de construction à son emplacement final. Pour satisfaire les exigences d'installation, il peut arriver d'installer des flotteurs auxiliaires (démontés après installation de la plateforme)
Une partie des plateformes gravitaires (dont celles construites en Écosse et implantées en mer du nord) ont été réalisées en béton, flottées et immergées par ballastage à l'emplacement prévu. La plate-forme est constituée par un socle en béton posé sur le fond de la mer. Ce socle sert au flottage ballastage pour la mise à poste et constitue un réservoir pour le pétrole brut. Des piliers de grande hauteur sont implantés sur le socle qui portent la partie métallique de la plate-forme. À la construction, la partie métallique (le deck) est mise en place lorsque la partie béton de la plate-forme est à flot.